# Reunion (album, Black Sabbath)
Reunion je koncertní album britské heavy metalové hudební skupiny Black Sabbath, nahrané v roce 1997 a vydané rok poté.

## Seznam skladeb
Všechny skladby napsali Ozzy Osbourne, Tony Iommi, Geezer Butler a Bill Ward, pokud není uvedeno jinak.

### Disk1
1. „War Pigs“ – 8:28
2. „Behind the Wall of Sleep“ – 4:07
3. „N.I.B.“ – 6:45
4. „Fairies Wear Boots“ – 6:19
5. „Electric Funeral“ – 5:02
6. „Sweet Leaf“ – 5:07
7. „Spiral Architect“ – 5:40
8. „Into the Void“ – 6:32
9. „Snowblind“ – 6:08

### Disk2
1. „Sabbath Bloody Sabbath“ – 4:36
2. „Orchid/Lord of This World“ – 7:07
3. „Dirty Women“ – 6:29
4. „Black Sabbath“ – 7:29
5. „Iron Man“ – 8:21
6. „Children of the Grave“ – 6:30
7. „Paranoid“ – 4:28
8. „Psycho Man“ (Osbourne, Iommi) – 5:18
9. „Selling My Soul“ (Osbourne, Iommi) – 3:10

## Sestava
- Ozzy Osbourne – zpěv
- Tony Iommi – kytara
- Geezer Butler – baskytara
- Bill Ward – bicí
- Geoff Nicholls – klávesy, kytara